# Андрус (Техас)
Андрус (англ. Andrews) — город в США, расположенный в северо-западной части штата Техас, административный центр одноимённого округа. По данным переписи за 2010 год число жителей составляло 11 088 человек, по оценке Бюро переписи США в 2018 году в городе проживало 13 762 человека.

## История

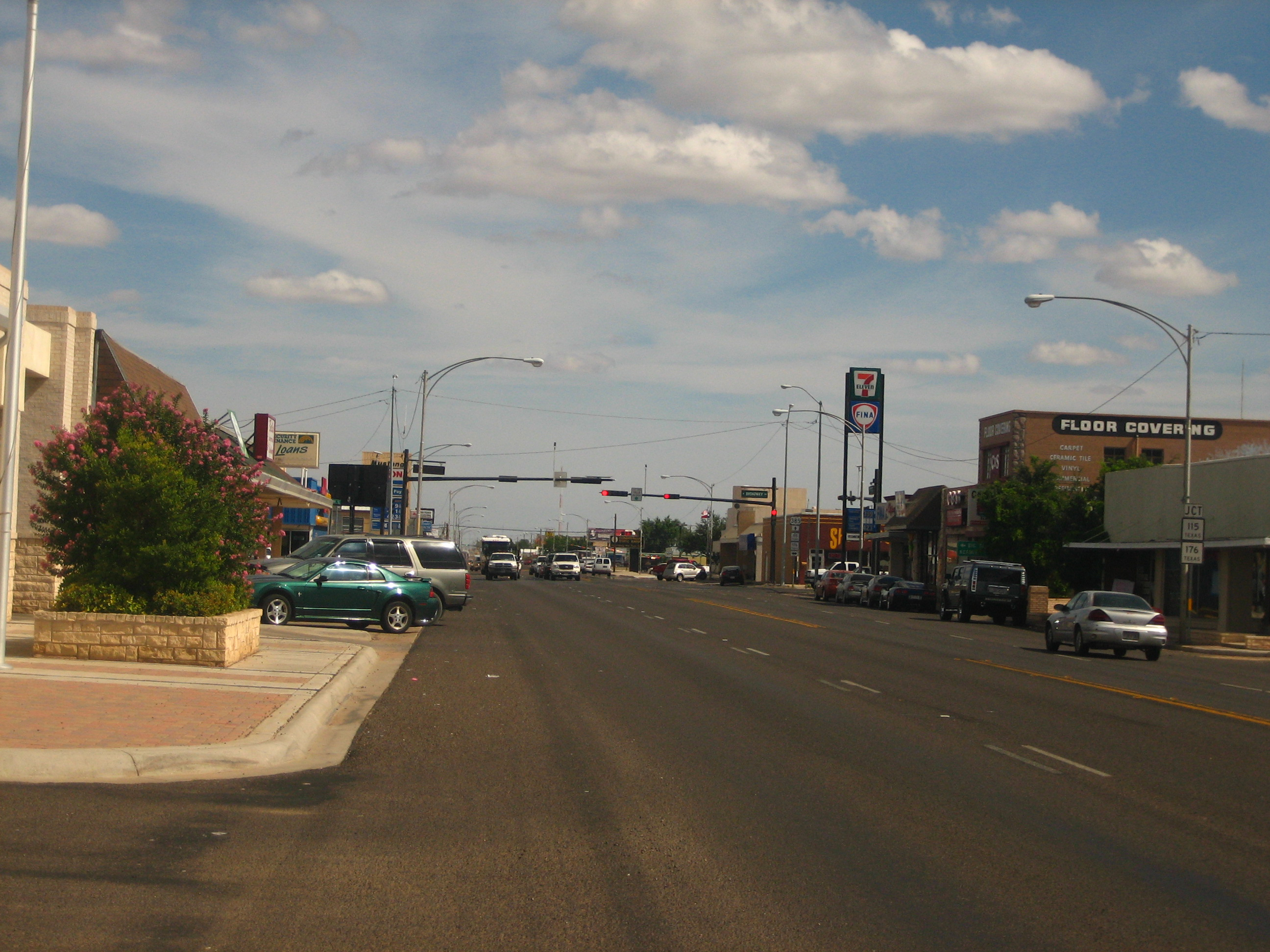
Центр Андруса

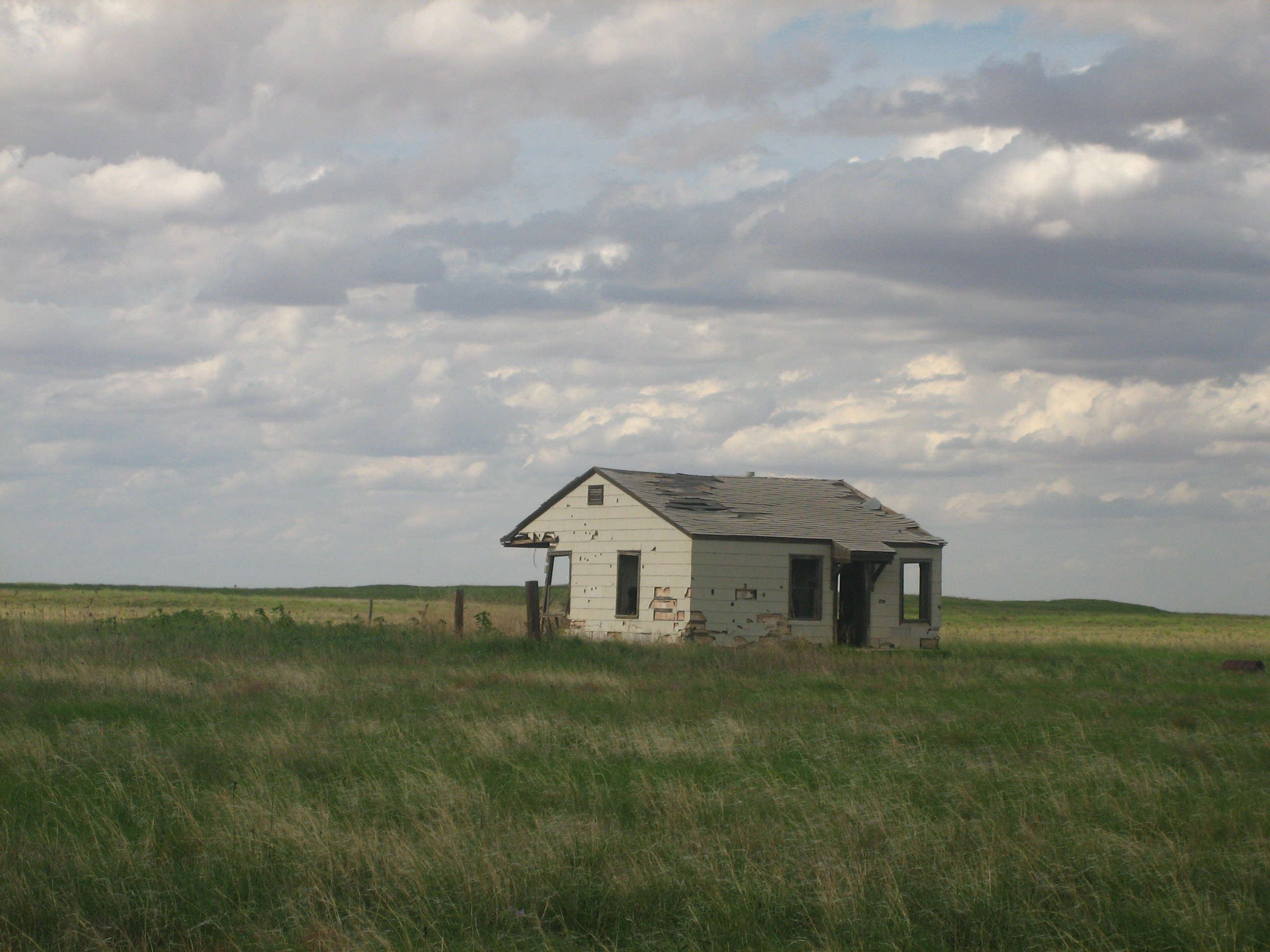
Северный пригород Андруса вдоль автомагистрали 385 США

Город, как и округ, был назван в честь первого Ричарда Эндрюса, солдата умершего в 1835 году в войне за независимость Техаса. В 1903 году в поселении была организована методистская церковь, чуть позже сформировалась баптистская церковь. В 1907 году открылась первая школа города, в 1909 году в ней обучалось 25 учеников. В 1908 году был открыт магазин. В то время на территории округа жило всего 87 человек, в основном скотоводов. В 1909 году было открыто почтовое отделение, в 1910 году Андрус победил в голосовании на роль административного центра округа. Первое здание суда было возведено год спустя.
Развитие Андруса проходило неспешно до 1929 года, когда компания Deep Rock открыла первую крупную нефтяную вышку в округе. В 1934 году в городе начался выпуск газеты Andrews County News. В 1937 году Андрус принял устав, началось формирование органов местного управления. В 1947 году в одном из помещений здания суда округа была организована библиотека. Библиотека получила собственное здание только в 1967 году.
Развитие нефтяной отрасли положительно повлияло на систему образования. В 1930-х годах шесть разрозненных школьных округов в регионе были объединены в один с главным офисом в Андрусе. В 1945 году была открыта новая старшая школа, а в 1954 году начала функционировать средняя школа. Строительство школ продолжилось и в дальнейшем, были открыты новые школы в 1962 и 1973 годах, в одной из школ был построен планетарий.
К 1960-м годам нефтяной бум сошёл на нет и перед городом встала задача диверсификации экономики. К 1980 году город обслуживался автобусной линией, двумя грузовыми компаниями, располагал небольшим аэропортом, госпиталями, центром душевного здоровья и домом престарелых.

## География
Андрус находится в центральной части округа, его координаты: 32°19′17″ с. ш. 102°33′07″ з. д..
Согласно данным бюро переписи США, площадь города составляет около 18 км2, практически полностью занятых сушей, менее 0,1 км2 является водной поверхностью.

### Климат
Согласно классификации климатов Кёппена, в Андрусе преобладает семиаридный климат умеренных широт (BSk).
| Показатель                    | Янв. | Фев. | Март | Апр. | Май | Июнь | Июль | Авг. | Сен. | Окт. | Нояб. | Дек. | Год |
| ----------------------------- | ---- | ---- | ---- | ---- | --- | ---- | ---- | ---- | ---- | ---- | ----- | ---- | --- |
| Абсолютный максимум, °C       | 28   | 30   | 32   | 36   | 41  | 42   | 41   | 41   | 41   | 36   | 30    | 29   | 42  |
| Средний суточный максимум, °C | 15   | 16   | 20   | 25   | 30  | 34   | 34   | 34   | 31   | 25   | 18    | 15   | 25  |
| Средняя температура, °C       | 7    | 8    | 12   | 17   | 22  | 27   | 27   | 27   | 24   | 18   | 10    | 7    | 17  |
| Средний суточный минимум, °C  |      | 1    | 4    | 10   | 15  | 20   | 21   | 20   | 17   | 11   | 3     |      | 10  |
| Абсолютный минимум, °C        | −13  | −18  | −7   | −2   | 3   | 11   | 13   | 15   | 7    |      | −8    | −13  | −18 |
| Норма осадков, мм             | 10   | 10   |      | 20   | 50  | 40   | 40   | 30   | 30   | 40   | 10    | 10   | 340 |
| Источник: weatherbase.com     |      |      |      |      |     |      |      |      |      |      |       |      |     |

## Население
Согласно переписи населения 2010 года в городе проживало 11 088 человек, было 3999 домохозяйств и 2952 семьи. Расовый состав города: 78,9 % — белые, 1,9 % — афроамериканцы, 0,9 % — коренные жители США, 0,7 % — азиаты, 0 % (1 человек) — жители Гавайев или Океании, 15,5 % — другие расы, 2,1 % — две и более расы. Число испаноязычных жителей любых рас составило 50,2 %.
Из 3999 домохозяйств, в 42,1 % живут дети младше 18 лет. 56,1 % домохозяйств представляли собой совместно проживающие супружеские пары (25,9 % с детьми младше 18 лет), в 12,4 % домохозяйств женщины проживали без мужей, в 5,3 % домохозяйств мужчины проживали без жён, 26,2 % домохозяйств не являлись семьями. В 22,9 % домохозяйств проживал только один человек, 9,5 % составляли одинокие пожилые люди (старше 65 лет). Средний размер домохозяйства составлял 2,75 человека. Средний размер семьи — 3,24 человека.
Население города по возрастному диапазону распределилось следующим образом: 32,2 % — жители младше 20 лет, 26,7 % находятся в возрасте от 20 до 39, 29,5 % — от 40 до 64, 11,5 % — 65 лет и старше. Средний возраст составляет 32,6 года.
Согласно данным пятилетнего опроса 2018 года, медианный доход домохозяйства в Андрусе составляет 73 944 доллара США в год, медианный доход семьи — 83 396 долларов. Доход на душу населения в городе составляет 27 554 доллара. Около 11,1 % семей и 12,7 % населения находятся за чертой бедности. В том числе 16,4 % в возрасте до 18 лет и 12,2 % старше 65 лет.

## Местное управление
Управление городом осуществляется мэром и городским советом, состоящим из 5 человек. Члены совета и мэр избираются сроком на два года. Члены совета выбираются путём кумулятивного голосования, а выборы мэра проходят по мажоритарной системе.
Другими важными должностями, на которые происходит наём сотрудников, являются:
- Сити-менеджер
- Городской юрист
- Городской секретарь
- Муниципальный судья
- Финансовый директор

## Инфраструктура и транспорт
Основными автомагистралями, проходящими через Андрус, являются:
- автомагистраль 385 США проходит с севера от Семинола на юг к Одессе.
- автомагистраль 115 Техаса идёт с северо-востока от пересечения с автомагистралью 349 штата к югу от Ламисы на юго-запад к Кермиту.
- автомагистраль 176 Техаса идёт с востока от Биг-Спринга на запад к пересечению автомагистрали 62 США.

В городе располагается окружной аэропорт Андрус. Аэропорт располагает тремя взлётно-посадочными полосами длиной 1773, 1187 и 929 метров соответственно. Ближайшим аэропортом, выполняющим коммерческие рейсы, является международный воздушно-космический порт Мидленда. Аэропорт находится примерно в 65 километрах к югу от Андруса.

## Образование
Город обслуживается независимым школьным округом Андрус.
В 2006 году в Андрусе при поддержке колледжа Одессы и Техасского университета в Пермском бассейне был открыт Центр Бизнеса и Технологий. ВУЗ специализируется на технологических профессиях и обладает программами дистанционного обучения. В 2013 году центр был расширен, была добавлена программа обучения медсестёр.

## Экономика
Согласно финансовому отчёту города за 2017-2018 финансовый год, Андрус владел активами на $83,88 млн, долговые обязательства города составляли $18,46 млн. Доходы города составили составили $17 млн, расходы города — $16,27 млн.
Основными работодателями в городе являются:
| Работодатель                                                   | Число работников |
| -------------------------------------------------------------- | ---------------- |
| Независимый школьный округ Андрус                              | 475              |
| Региональный медицинский центр Permian Regional Medical Center | 398              |
| Kirby West Company                                             | 198              |
| Округ Андрус                                                   | 173              |
| Key Energy Services                                            | 146              |
| Waste Control Specialists                                      | 144              |
| Palmer of Texas                                                | 128              |
| Basic Energy Services                                          | 113              |
| Nabors Industries Ltd.                                         | 102              |
| Dennis Porter Inc.                                             | 90               |

## Отдых и развлечения
В городе находится мемориал, посвящённый ветеранам округа Андрус. Мемориал был открыт в 2006 году и чтит солдат, погибших во всех крупных конфликтах, в которых участвовали США, начиная с Гражданской войны.
В 2013 году на территорию рядом с парком переместили один из исторических домов города. В 2019 году были согласованы планы по открытию в доме музея, создании на прилегающей территории парка и мемориала спасателям.
Для привлечения новых мероприятий, власти округа построили стадион ACE Arena.

## Город в популярной культуре
- Документальный сериал «Black Gold» рассказывает о трёх буровых установках в округе Андрус, снимался в Андрусе[23].
- Документальный фильм «Газовая страна» частично снимался в Андрусе.
- В городе также снимался клип на песню «Legacy» исполнителя кантри Нила Коути.